# Alliance franco-polonaise (1921)

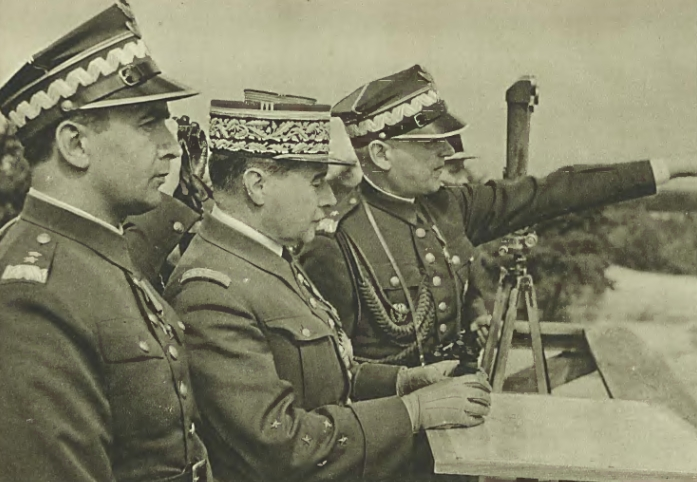
Le ministre des Affaires militaires, le général Tadeusz Kasprzycki (à gauche), le chef d'état-major général de l'armée française, le général Maurice Gamelin (au milieu) et le général de brigade de l'Inspection générale des forces armées basée à Toruń, le général Władysław Bortnowski lors d'exercices sur le terrain d'entraînement de Rembertów.

Pour les articles homonymes, voir Alliance franco-polonaise.
 (octobre 2013).
Si vous disposez d'ouvrages ou d'articles de référence ou si vous connaissez des sites web de qualité traitant du thème abordé ici, merci de compléter l'article en donnant les références utiles à sa vérifiabilité et en les liant à la section « Notes et références ».
L'alliance franco-polonaise fut une alliance militaire entre la Pologne et la France active entre 1921 et 1940.

## Précédents
Lors de la rivalité franco-habsbourgeoise, qui commença au XVIe siècle, la France avait essayé de trouver des alliés à l'est de l'Autriche comme la Pologne, dont le roi Jean III Sobieski aurait également eu l'intention de s'allier avec la France contre l'Autriche. Cependant, la menace de l'Empire ottoman le décida de se battre pour la cause chrétienne lors de la bataille de Vienne.
En 1795, la Pologne cessa d'exister en tant que pays indépendant à l'issue des partages entre la Russie, la Prusse et l'Autriche, mais l'Empereur des Français Napoléon Ier recréa un État polonais dans le Duché de Varsovie. Avec la montée du pangermanisme au cours du XIXe siècle, la France et la Pologne trouvèrent de nouveau un ennemi commun.

## Entre-deux-guerres
Pendant l'entre-deux-guerres, l'alliance franco-polonaise fut l'une des pierres angulaires de la politique étrangère de la France. Vers la fin de cette période, avec l'Entente cordiale, il fut la base pour la création des Alliés de la Seconde Guerre mondiale. Au cours de la guerre russo-polonaise, la France fut l'un des soutiens les plus actifs de la Pologne et envoya une mission militaire, visant à soutenir et organiser la jeune armée polonaise.
Le pacte fut examiné par le chef de l'État polonais, Józef Pilsudski, et le président français, Alexandre Millerand, au début de février à Paris et fut signé le 19 février 1921 par le ministre polonais des Affaires étrangères, le comte Eustachy Sapieha, et son homologue français, Aristide Briand, dans le contexte des négociations qui mettaient fin à la guerre russo-polonaise de 1920 (Traité de Riga). L'accord suppose une politique étrangère commune, la promotion de contacts économiques bilatéraux, la consultation pour tout nouveau pacte concernant l'Europe centrale et orientale et une aide si un des signataires était attaqué. Comme telle, elle était une alliance défensive. Le pacte a été modifié le 21 février 1921, avec l'ajout d'une convention militaire secrète, qui précisa que l'alliance vise toutes les menaces possibles provenant de l'Allemagne ou de l'Union soviétique.
L'alliance fut complétée par l'accord franco-polonais signé le 16 octobre 1925 à Locarno dans le cadre des Accords de Locarno. Le nouveau traité inscrivit tous les accords franco-polonais déjà signés dans le système de pacte commun de la Société des Nations.
Cette alliance était étroitement liée à l'alliance franco-tchécoslovaque. Les alliances de la France avec la Pologne et la Tchécoslovaquie étaient destinées à dissuader l'Allemagne d'utiliser la force pour parvenir à une révision du règlement d'après-guerre en veillant à l'endiguement des forces allemandes par la puissance combinée de ses voisins. Bien que la Tchécoslovaquie ait une économie et une industrie significative et la Pologne une armée forte, le triangle franco-polono-tchécoslovaque n'atteignit jamais son plein potentiel. La politique étrangère tchécoslovaque d'Edvard Beneš hésita d'ailleurs à signer une alliance formelle avec la Pologne, qui aurait forcé la Tchécoslovaquie à prendre parti dans les différends territoriaux polono-allemands. L'influence de la Tchécoslovaquie fut affaiblie par les doutes de ses alliés quant à la fiabilité de son armée, et l'influence de la Pologne fut, à son tour, minée par les luttes intestines entre partisans et adversaires de Piłsudski. Les réticences françaises à investir dans l'industrie de ses alliés (surtout polonais), le renforcement des relations commerciales avec l'Allemagne (achat de leurs produits agricoles) et le partage de l'expertise militaire affaiblirent davantage l'alliance.
Pendant les années 1930, l'alliance franco-polonaise reste la plupart du temps inactive, et son seul effet fut l'envoi de la Mission militaire française en Pologne, qui continue à travailler avec l'état-major général polonais depuis la guerre russo-polonaise de 1920. 
Cependant, avec la montée de la menace nazie dans la dernière partie de la décennie, les deux pays commencèrent à discuter d'un nouveau pacte, qui permettrait non seulement de garantir l'indépendance de toutes les parties contractantes mais aussi d'assurer une coopération militaire en cas d'une guerre avec l'Allemagne. Ces discussions aboutissent à l'accord de Rambouillet le 6 septembre 1936 , qui comporte par exemple une coopération sur l'armement (achat de 60 canons antiaériens de calibre 90 mm modèle 1939 et production locale sous licence).

## En 1939
Enfin, une nouvelle alliance fut signée en 1939. La convention Kasprzycki-Gamelin fut signée le 19 mai 1939 à Paris et est nommée d'après le ministre polonais de la guerre, le général Tadeusz Kasprzycki, et du commandant de l'armée française, Maurice Gamelin. Les deux pays s'engagèrent à fournir une aide militaire à l'autre en cas de guerre avec l'Allemagne nazie. En mai, Gamelin promit une "offensive de secours franche" dans les trois semaines suivant une attaque allemande,. Des discussions des états-majors des deux armées furent également incluses dans le traité. Enfin, il fut complété par un volet politique, signé à Paris le 4 septembre 1939.
En dépit de toutes les obligations des traités, la France ne fournit qu'une aide symbolique à la Pologne pendant la guerre défensive polonaise de 1939, matérialisée par l'offensive de la Sarre, une opération en territoire allemand très limitée, à cause de l'impossibilité structurelle de l'armée française de lancer alors une offensive importante.
Cela a été souvent considéré comme un exemple de la trahison de l'Ouest, mais la partie politique de la convention fut une base de la recréation de l'armée polonaise en France en 1939.